# Dècada del 470 aC

## Esdeveniments
- Lliga de Delos, establerta per lluitar contra els perses. Atenes en va assolir el comandament i aviat es convertí en un imperi atenenc.
- Batalla de Platea
- Màxima esplendor de la cultura dels turdetans

## Personatges destacats
- Confuci
- Heràclit d'Efes
- Èsquil